# TrueOS
TrueOS, anteriorment anomenat PC-BSD, és un sistema operatiu de codi obert i de distribució lliure de tipus Unix orientat als escriptoris i basat en les versions més recents de FreeBSD, similar a DesktopBSD. El seu objectiu radica en la facilitat d'ús i d'instal·lació gràfica gràcies a un programa que instal·la i configura automàticament un escriptori amb Lumina per defecte, tot i que també ofereix els escriptoris KDE, MATE, XFCE i LXDE, entre d'altres, com a interfície gràfica. Proporciona controladors de nVidia i Intel binaris oficials per a l'acceleració de maquinari i una interfície d'escriptori 3D opcional. TrueOS és capaç d'executar el programari de Linux i de Microsoft Windows.
Des del 10 d'octubre de 2006 TrueOS (aleshores encara PC-BSD) compta amb el suport de l'empresa iXsystems i el cap del projecte és Kris Moore. L'agost del 2006 ja va ser denominat el sistema operatiu més amigable, segons DistroWatch.
Cal remarcar que TrueOS no és una distribució derivada de FreeBSD sinó que és un sistema FreeBSD amb instal·lació gràfica automatitzada d'una interfície d'escriptori, o fins i tot de múltiples interfícies gràfiques, sense cap mena de conflicte. És per això que des de la versió 7.0 de 2008 adopta la mateixa numeració de versions que FreeBSD.
Anteriorment, el projecte PC-BSD 8.2 i l'anterior, per a la instal·lació de noves aplicacions permet utilitzar el sistema de ports de FreeBSD, però té un sistema propi i únic de gestió de paquets que permet als usuaris instal·lar gràficament paquets de programari preconstruïts a partir d'un únic fitxer executable descarregat que conté totes les dependències: el PBI (Push Button Installer).
El setembre de 2016 van reanomenar el projecte com a TrueOS, amb l'objectiu d'unificar el nom de les diferents versions i de no vincular el projecte, a través del seu nom, només als PC.
Actualment, el projecte TrueOS està desenvolupant un nou entorn d'escriptori des de zero, anomenat Lumina. El Lumina es basa en Qt i compatible de base amb sistemes BSD. Vol ser un escriptori lliure, de codi obert, lleuger i ple de funcionalitats. Hi ha la intenció que acabi sent l'entorn per defecte en una instal·lació del TrueOS i que substitueixi el KDE, però també es pot executar en Linux. Per exemple, està disponible a la distribució Manjaro, derivada d'Arch Linux. La interfície del Lumina està disponible en català.
TrueOS és un dels primers sistemes operatius a treballar per defecte amb el sistema de fitxers d'última generació ZFS. L'instal·lador ofereix encriptació de disc amb geli, de manera que el sistema demanarà una frase com a contrasenya per poder arrencar.

## Galeria

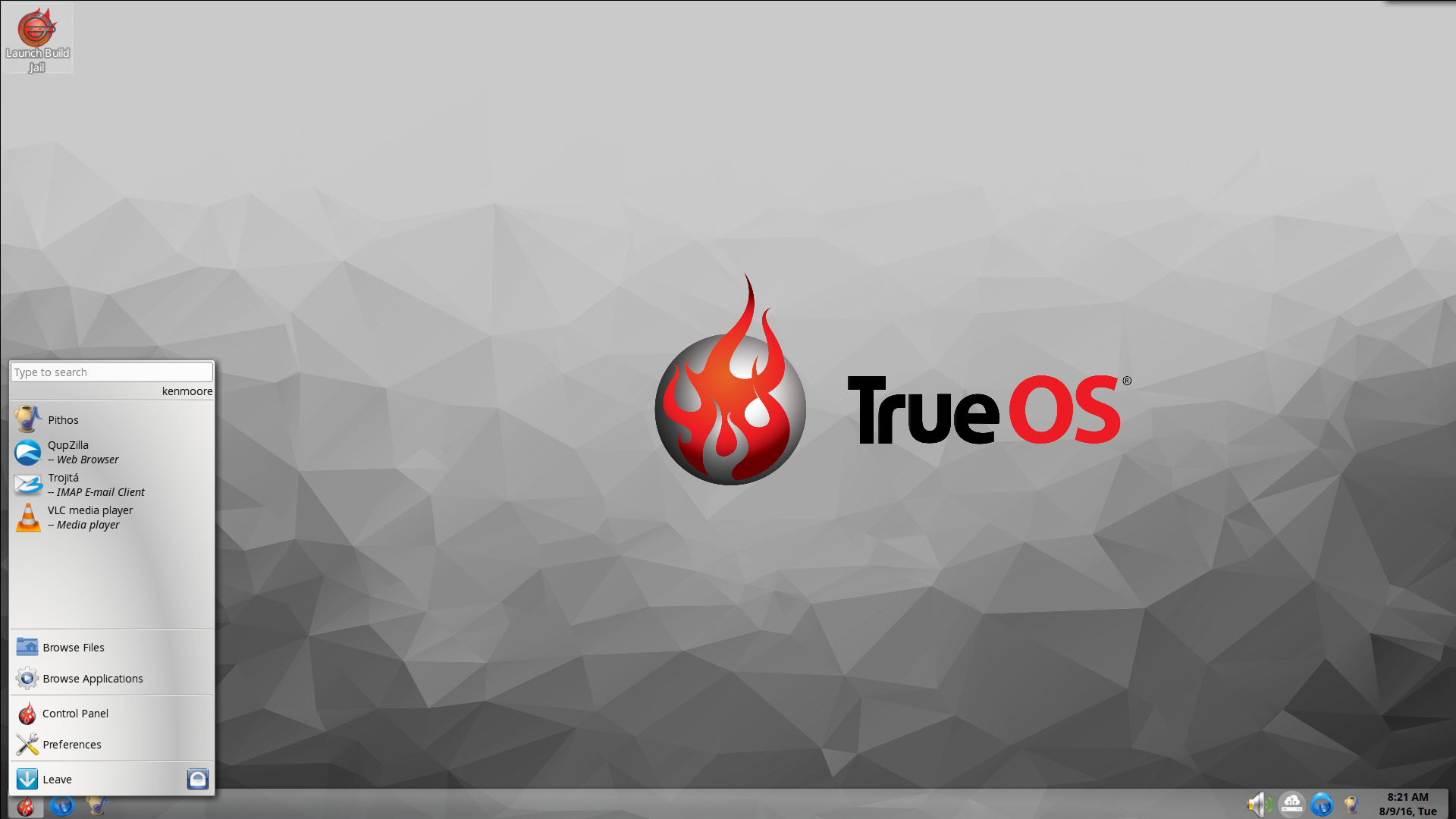
TrueOS 11.0
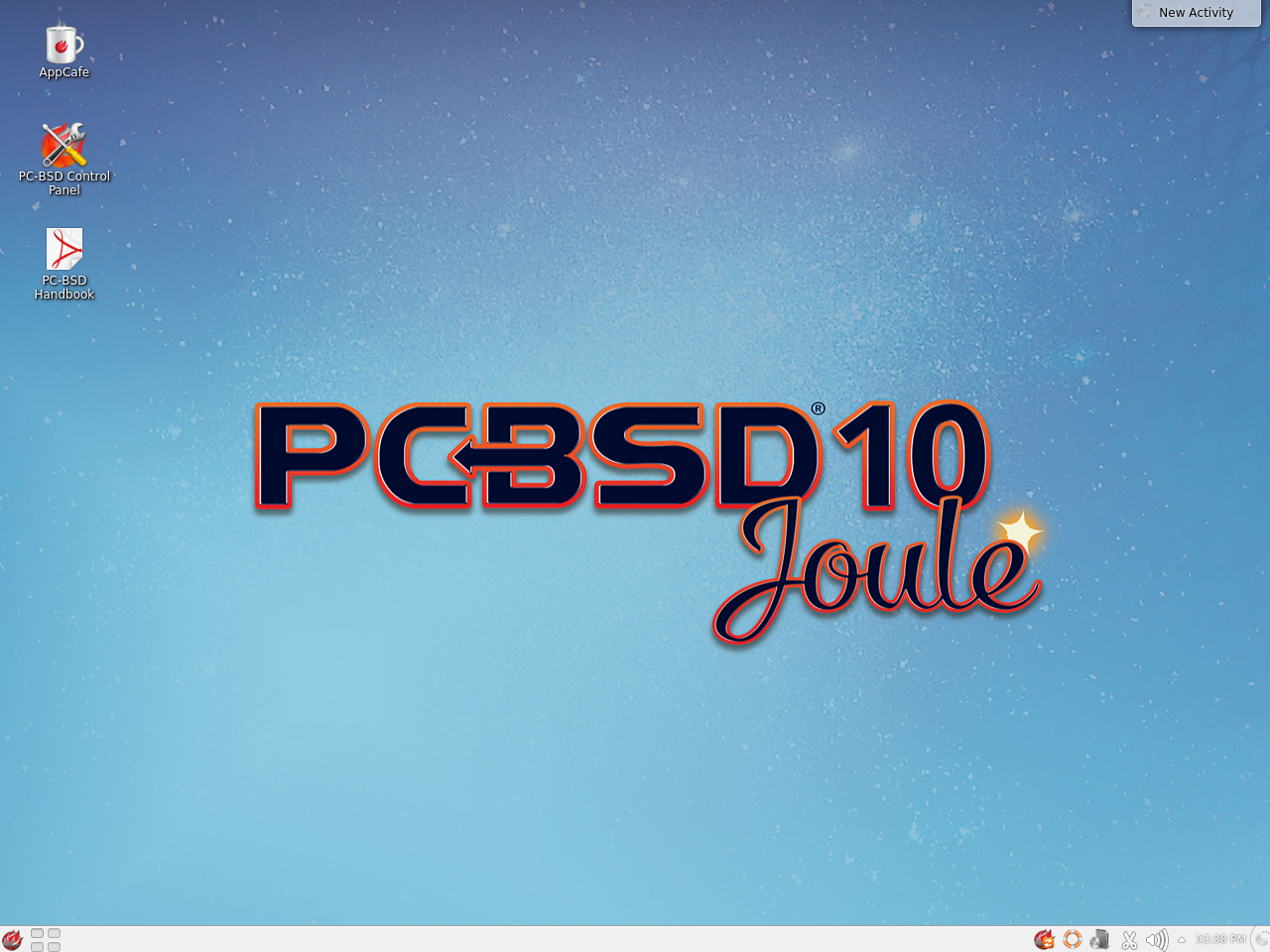
PC-BSD 10.0
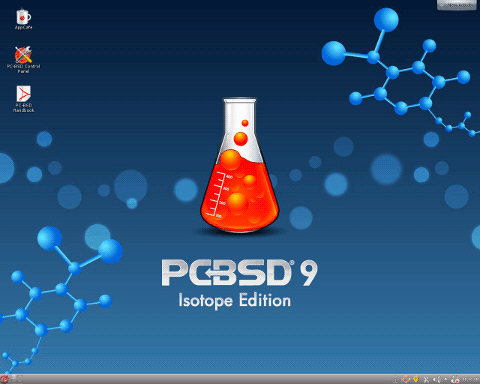
PC-BSD 9.0
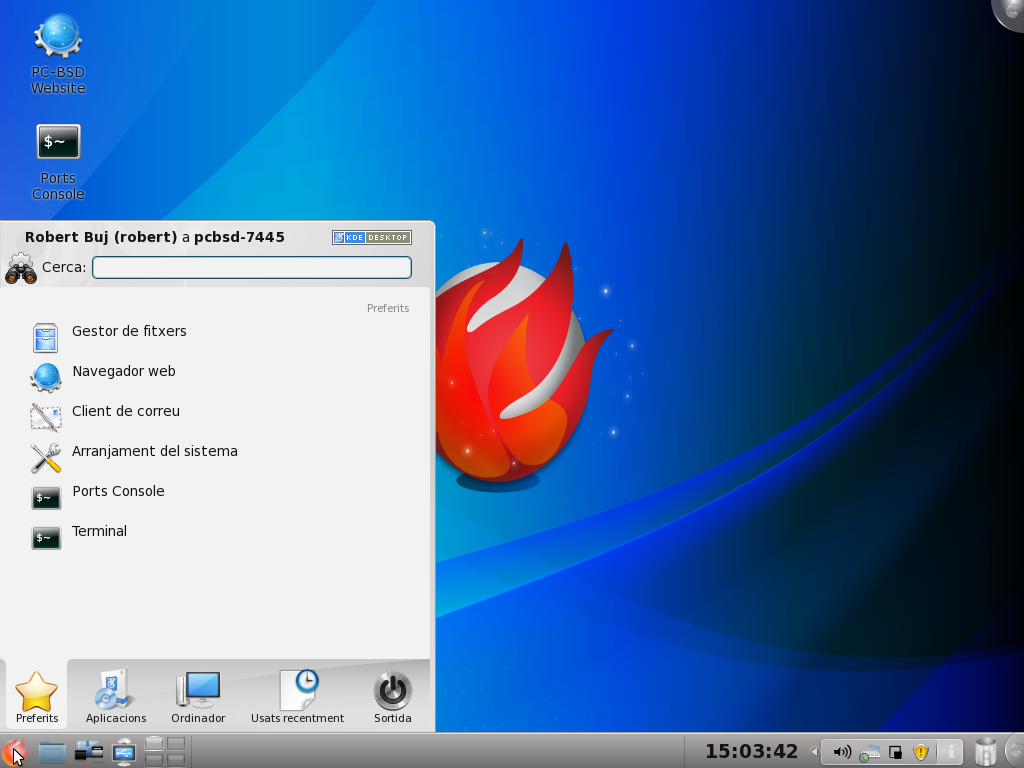
PC-BSD 8.0
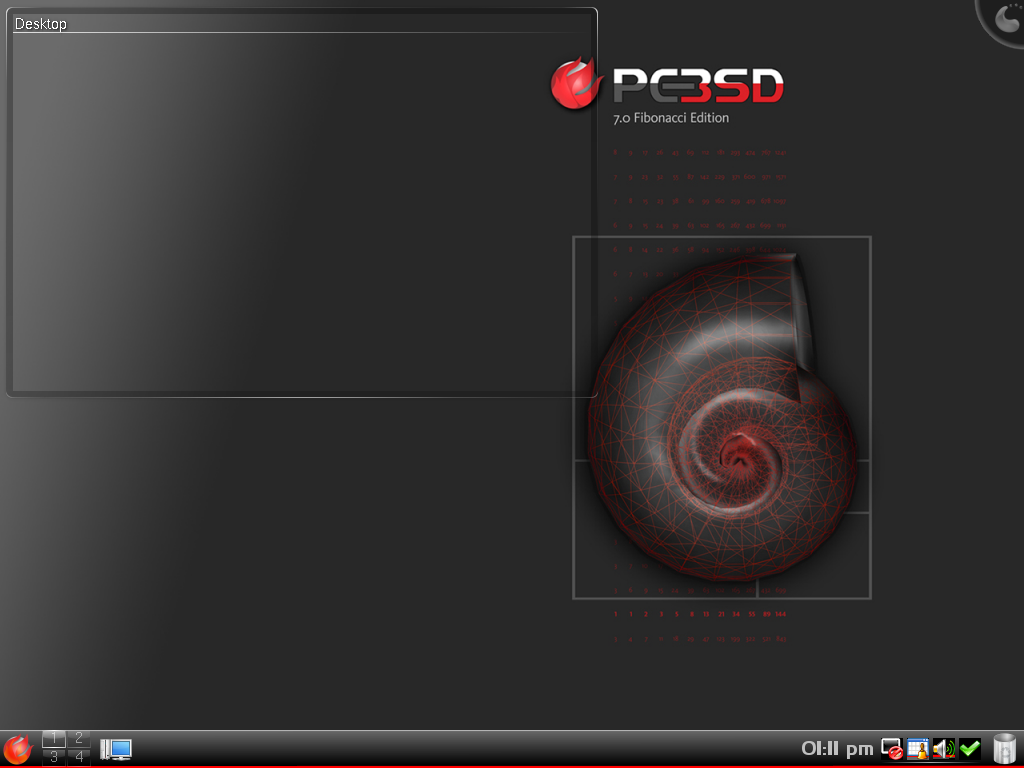
PC-BSD 7.0
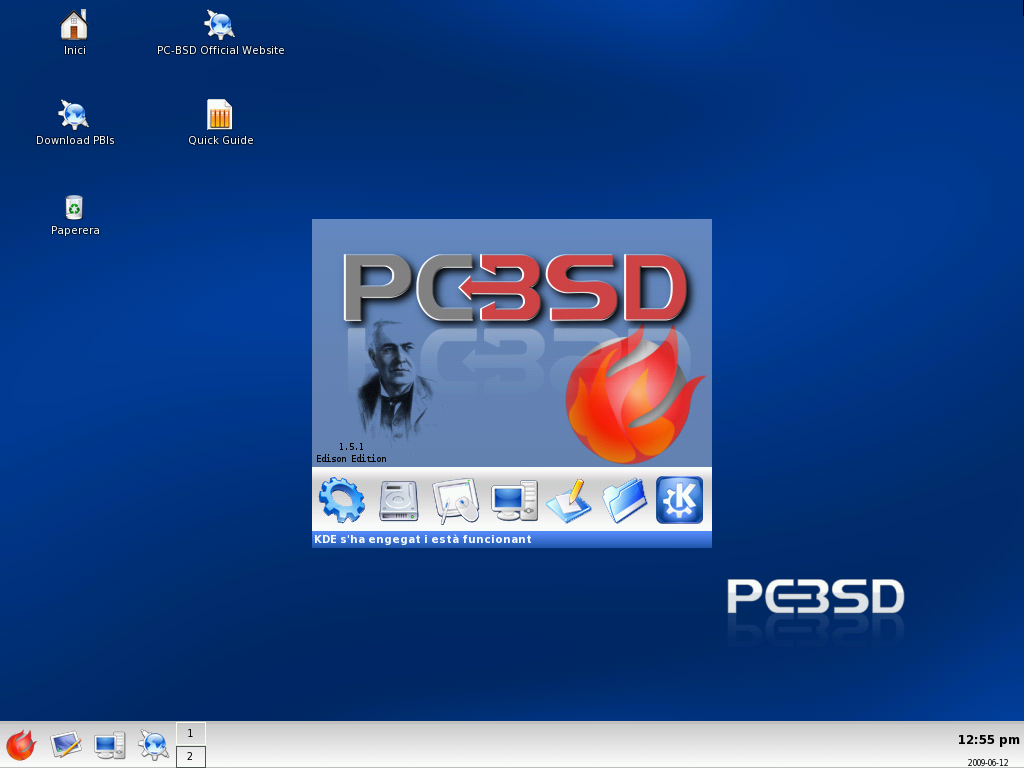
PC-BSD 1.5
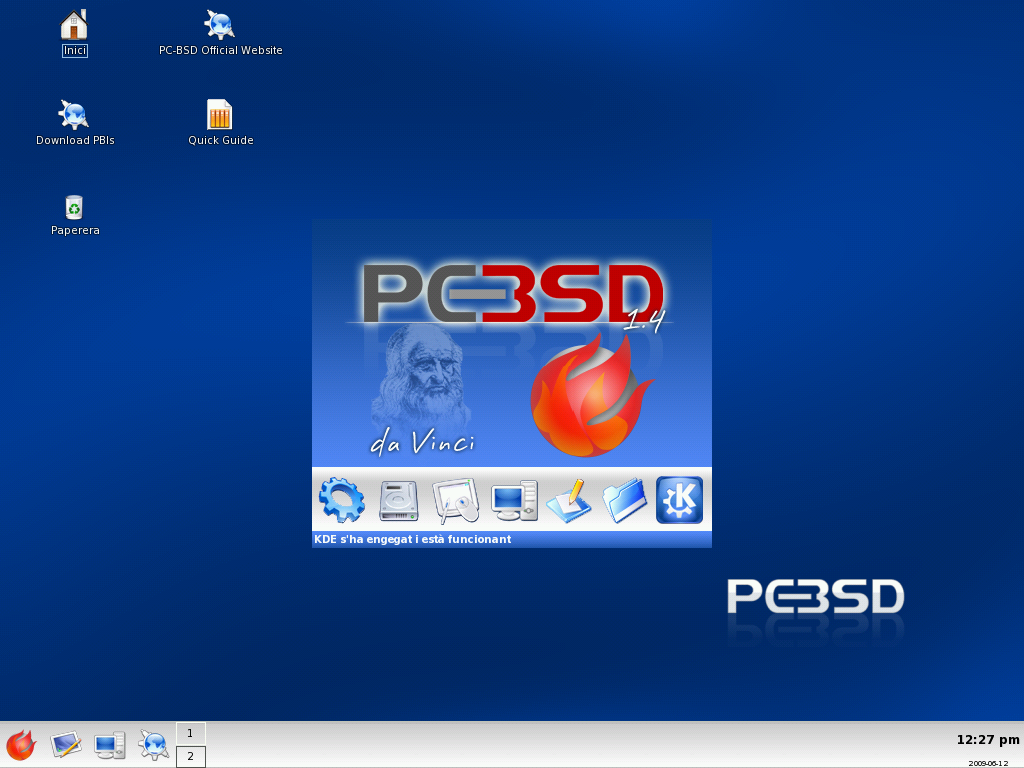
PC-BSD 1.4
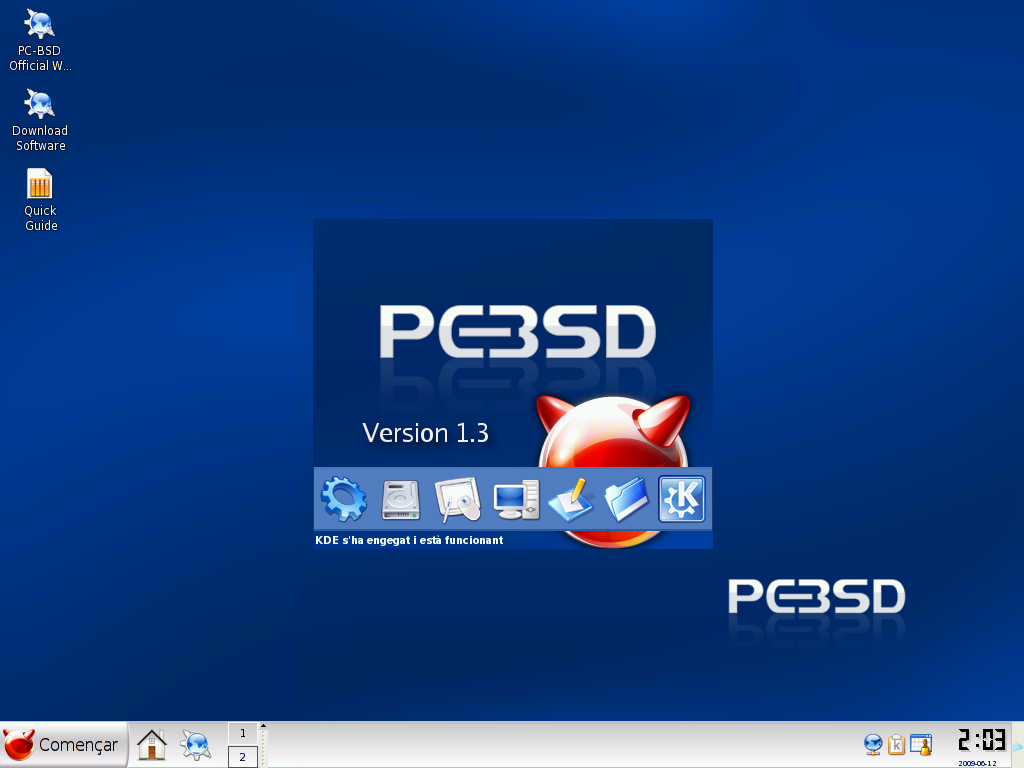
PC-BSD 1.3
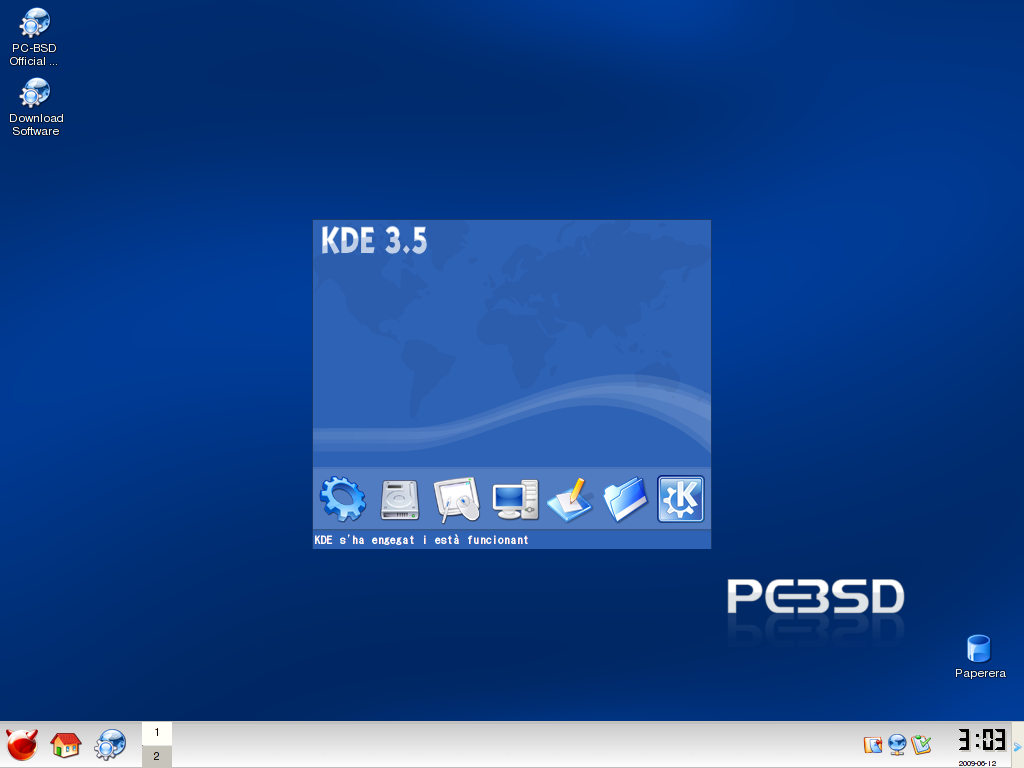
PC-BSD 1.2
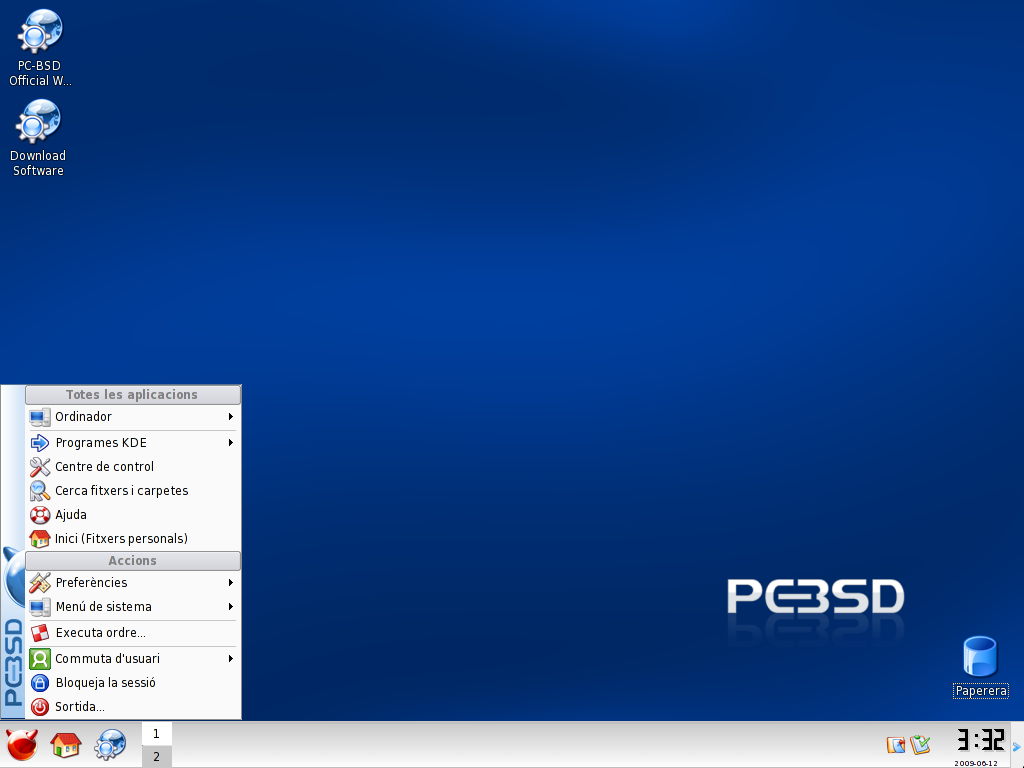
PC-BSD 1.1
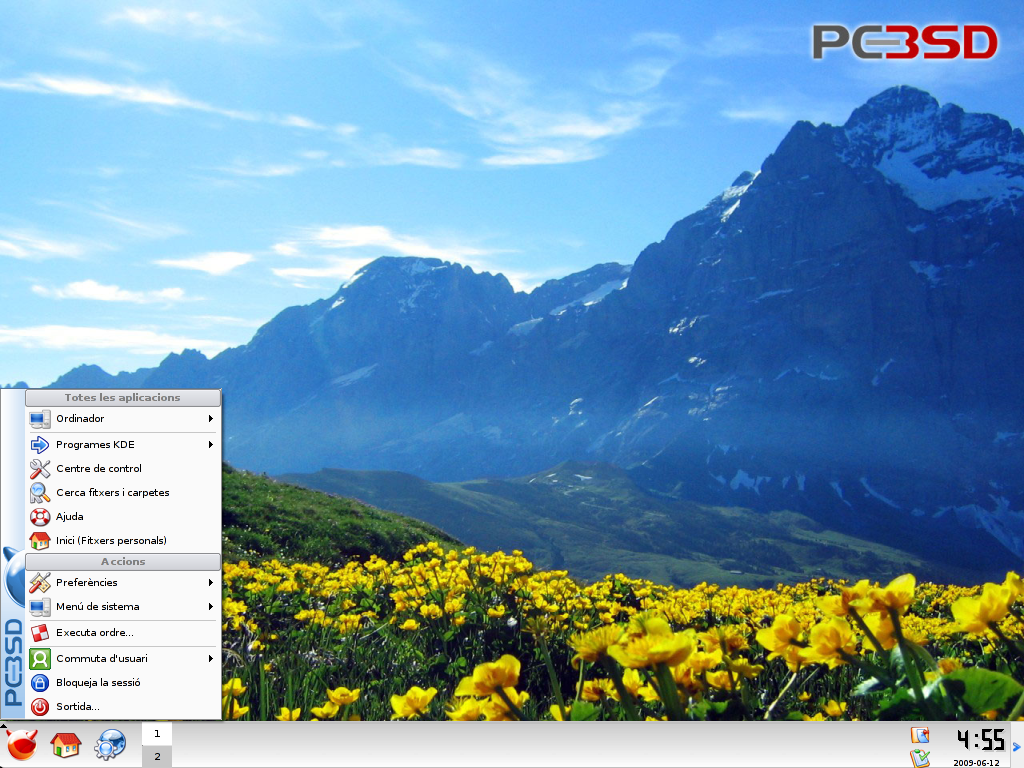
PC-BSD 1.0